# Betriebskrankenkasse Firmus
Die Betriebskrankenkasse Firmus (abgekürzte Eigenschreibweise: BKK firmus) ist eine deutsche Krankenkasse aus der Gruppe der Betriebskrankenkassen mit Sitz in Bremen. Als Träger der gesetzlichen Krankenversicherung ist sie eine Körperschaft des öffentlichen Rechts mit Selbstverwaltung. Die Betriebskrankenkasse Firmus betreibt 11 Servicestellen, davon sechs in Bremen und Bremerhaven sowie vier in Osnabrück und Umgebung. Sie ist offen für Versicherte aus dem ganzen Bundesgebiet.

## Geschichte
Die Betriebskrankenkasse Firmus entstand am 1. Januar 2003 durch eine Fusion der Betriebskrankenkassen Unterweser und Osnabrück. Der Name „Firmus“ geht nach Angaben des Unternehmens auf das lateinische Adjektiv firmus (deutsch: ‚fest, stark, zuverlässig, sicher‘) zurück und stehe „für ein solides, stabiles und gesundes Unternehmen“.
Die BKK Osnabrück war 1996 durch eine Fusion von neun einzelnen Betriebskrankenkassen entstanden (darunter BKK Felix Schoeller jr. (gegründet 1885), BKK KM Europa Metal (gegr. 1884) und BKK Windmöller & Hölscher (gegr. 1885)) und fusionierte noch im selben Jahr mit der BKK Homann Feinkost (gegr. 1893). Die BKK Unterweser wiederum war 1997 durch Fusion der Betriebskrankenkassen Bremer Vulkan (gegr. 1841), Bremer Woll-Kämmerei und Dewers (beide gegr. 1898) entstanden. Bis 2002 kamen die Betriebskrankenkassen der Stahlwerke Bremen, der Norddeutschen Steingut und der Lloyd Dynamowerke dazu.
Der älteste Teil der heutigen Betriebskrankenkasse Firmus geht also auf das Jahr 1841 zurück, lange vor Einführung der gesetzlichen Krankenversicherung im Jahr 1883. Zuletzt fusionierte sie 2004 mit der Betriebskrankenkasse der Bremer Straßenbahn AG.

## Beitragssatz
Seit 1. Mai 2025 beträgt der Zusatzbeitrag 2,18 Prozent.
Wie 2024 ergibt sich der niedrigste Beitragssatz aller bundesweit frei wählbaren Krankenkassen.